# Các khu vực bầu cử lập pháp Philippines

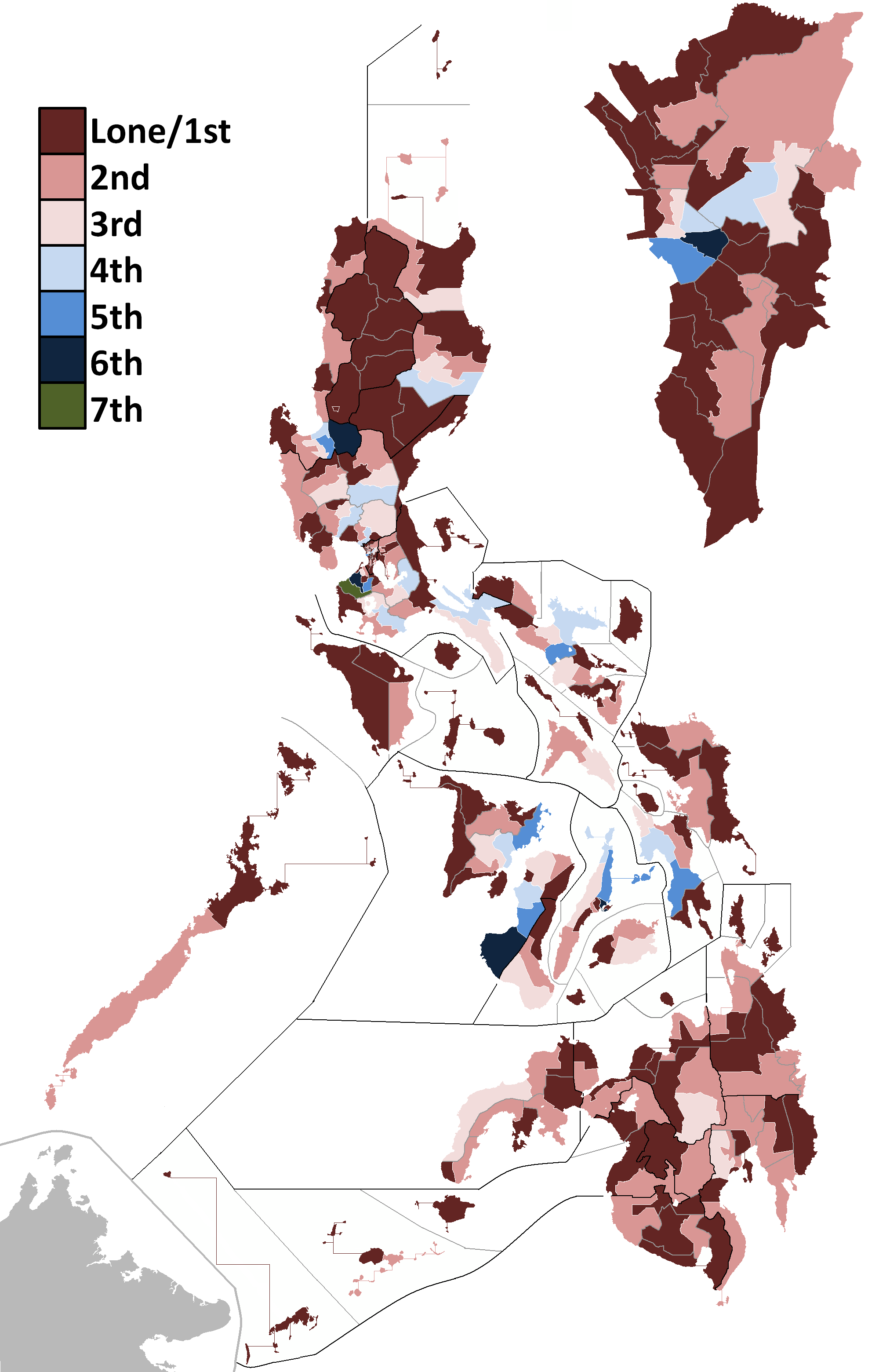
Các khu vực bầu cử Lập pháp trong Quốc hội khóa 15 của Philippines cùng số đại biểu đại diện

Khu vực bầu cử Lập pháp của Philippines là việc phân chia những người đại diện cho các tỉnh và thành phố trong Hạ viện Philippines. Thành phần đầu tiên của các khu vực bầu cử lập pháp được quy định trong Hiến pháp. Những thay đổi về thành phần của các khu vực bầu cử Lập pháp sau đó được thêm vào như khi có các tỉnh hay thành phố mới được thành lập, và thành phần bị sửa đổi bởi các điều luật của Quốc hội.